# اندیس دارستان۱
دارستان۱ یک اندیس فلزی است که در حوالی شهر معلمان استان سمنان قرار دارد و مادهٔ معدنی موجود در آن، طلا است.سنگ میزبان این اندیس توف،برش آندزیت وداسیت وآندزیت است  در این اندیس، پاراژنز‌های مالاکیت،هماتیت یافت می‌شوند.